# Odio amarte
Odio amarte  è il singolo di debutto del gruppo musicale statunitense Ha*Ash, estratto dall'album omonimo, che venne pubblicato il 23 aprile 2002.

## La canzone
La traccia, è stata scritta da Ashley Grace, Hanna Nicole, e Áureo Baqueiro.

## Video musicale
Il videoclip, è stato pubblicato su YouTube il 24 aprile 2010. Il video ha raggiunto 21 milioni di visualizzazioni su Vevo.

### Primera fila: Hecho realidad versione
Il video è stato girato sotto forma di esibizione dal vivo dal album Primera fila: Hecho realidad (2014), con Ha*Ash che inizia a cantare con la sua band dinanzi ad un gruppo persone. Il video è stato girato a Città del Messico e diretto da Nahuel Lerena. È stato pubblicato su YouTube il 8 maggio 2015.Il video ha raggiunto 54 milioni di visualizzazioni su Vevo.

### En vivo versione
Il video è stato girato sotto forma di esibizione dal vivo dal album En Vivo (2019). Il video è stato girato a Auditorio Nacional, Città del Messico (Messico). È stato pubblicato su YouTube il 6 dicembre 2019.

## Tracce
Download digitale
1. Odio amarte – 3:30 (Ashley Grace, Hanna Nicole, Áureo Baqueiro)

## Formazione
- Ashley Grace – voce, composizione, chitarra
- Hanna Nicole – voce, composizione, chitarra
- Áureo Baqueiro – composizione, programmazione, produzione
- Rodolfo Cruz  – programmazione

## Classifiche
| Classifica (2003)        | Posizione massima |
| ------------------------ | ----------------- |
| Messico (Monitor Latino) | 2                 |